# 村上斉範
村上 斉範（むらかみ まさのり、1979年11月28日 - ）は、日本の元お笑い芸人。
兵庫県西脇市出身。よしもとクリエイティブ・エージェンシー所属。

## 人物・略歴
2000年に間寛平に弟子入り。
2001年に新喜劇入団。
主に辻本茂雄の座長公演で、序盤に出てくる客など、ストーリーにあまり絡まない端役が多い。
森田展義アワーの2014年6月10日放送分にて退団を発表。今後は実家に帰り就職をするという。